# Stictoptera describentis
Stictoptera describentis là một loài bướm đêm trong họ Noctuidae.